# Wodjane (Oleksandrija)
Wodjane (ukrainisch Водяне; russisch Водяное Wodjanoje) ist eine Siedlung im Zentrum der Ukraine in der Oblast Kirowohrad mit etwa 250 Einwohnern (1. April 2013).

## Geographie
Die Siedlung liegt im Rajon Oleksandrija an der Territorialstraße T-12-10, die in Richtung Westen nach 17 km zum ehemaligen Rajonzentrum Petrowe und nach 20 km in östliche Richtung nach Werbljuschka führt.
Am 12. Juni 2020 wurde das Dorf ein Teil der neugegründeten Siedlungsgemeinde Petrowe, bis dahin bildete es zusammen mit den Dörfern Malowodjane (ukrainisch Маловодяне) und Sabadaschewe (ukrainisch Сабадашеве) die gleichnamige Landratsgemeinde Wodjane (Водянська сільська рада/Wodjanska silska rada) im Westen des Rajons Petrowe.
Am 17. Juli 2020 kam es im Zuge einer großen Rajonsreform zum Anschluss des Rajonsgebietes an den Rajon Oleksandrija.